# FC Djerissa
Football Club Djerissa (arabisch نادي كرة القدم بالجريصة, DMG Nādī Kurat al‑Qadam bi‑l‑Ǧarīṣa), kurz FC Djerissa, ist ein 1922 gegründeter Fußballverein aus der tunesischen Kleinstadt Djerissa, die rund 50 km östlich der Grenze zu Algerien liegt.
In der Saison 1969/70 belegte der Verein den zweiten Platz in der zweiten Liga hinter El Makarem de Mahdia und stieg damit erstmals in die höchste Spielklasse, die Ligue I, auf. Dort konnte sich der Klub jedoch nicht behaupten und stieg nach nur einer Saison wieder ab. Bis heute blieb dies die einzige Erstligasaison in der Vereinsgeschichte.
Im Pokalwettbewerb erreichte der FC Djerissa in den Jahren 1964, 1965, 1969 und 1970 jeweils das Achtelfinale, was bis heute das beste Ergebnis des Vereins im Pokal darstellt.
Der Verein spielt seit Jahrzehnten nur noch in den unteren Amateurligen des Landes.

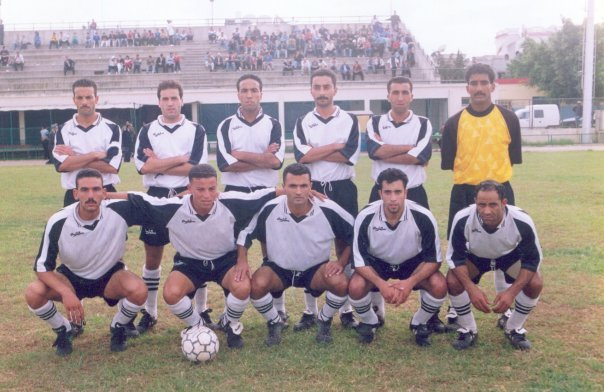
Teamfoto (2010)

## Erfolge
- Zweite Liga
  - Vizemeister: 1970
- Regional-Liga Nordwest (Fünfte Liga) (1)
  - Meister: 2007